# Soo Ae
Park Soo-ae (nacida el 16 de septiembre de 1979), conocida mononimamente como Soo Ae, es una actriz surcoreana.

## Carrera
Es miembro de la agencia Studio Santa Claus Entertainment.
Comenzó su carrera en la televisión, pero después de su salida de A Family (2004), se volvió más conocida como actriz principal en películas, especialmente en Sunny (2008) y Midnight FM (2010). También participó en los populares melodramas Emperador del Mar (2004), Mil Días' Promesa (2011), Reina de la Ambición (2013) y Máscara (2015). En 2016 hizo su retorno a la comedia romántica en el drama Sweet Stranger and Me.
El 8 de diciembre de 2021 se unirá al elenco principal de la serie Artificial City (también conocida como "Gong Jak City") donde dará vida a Yoon Jae-hee, una mujer ambiciosa que se casa por conveniencia con Jung Joon-hyuk (Kim Kang-woo), así como la directora de la Fundación Cultural Sung Jin, quien está a cargo de las operaciones en "Space Jin", el museo de arte propiedad de Sung Jin Group.

## Filmografía

### Serie televisiva
| Año         | Título                           | Rol                     | Canal       |
| ----------- | -------------------------------- | ----------------------- | ----------- |
| 1999        | School 2                         | invitada                | KBS1        |
| 2002        | MBC Best Theater: One Sided Love |                         | MBC         |
| 2002        | The Maengs' Golden Era           | Heo Joo-yeon            | MBC         |
| 2003        | Love Letter                      | Jo Eun-ha               | MBC         |
| 2003        | Merry Go Round                   | Seong Jin-kyo           | MBC         |
| 2004        | April Kiss                       | Song Chae-won           | KBS2        |
| 2004        | Emperor of the Sea               | Lady Jung-hwa           | KBS2        |
| 2007        | Two Outs in the Ninth Inning     | Hong Nan-hee            | MBC         |
| 2010        | Athena: Goddess of War           | Yoon Hye-in             | SBS         |
| 2011        | A Thousand Days' Promise         | Lee Seo-yeon            | SBS         |
| 2012        | Love For Everyone: The Plan      | cameo                   | MBC Every 1 |
| 2013        | Queen of Ambition                | Joo Da-hae              | SBS         |
| 2015        | Mask                             | Byun Ji-sook/Seo Eun-ha | SBS         |
| 2016        | Sweet Stranger and Me            | Hong Na-ri              | KBS2        |
| 2021 - 2022 | Artificial City                  | Yoon Jae-hee            | [ 6 ] [ 7 ] |

### Película
| Año  | Título                 | Rol                                  |
| ---- | ---------------------- | ------------------------------------ |
| 2004 | A Family               | Lee Jeong-eun                        |
| 2005 | Wedding Campaign       | Kim Lara                             |
| 2006 | Once in a Summer       | Seo Jung-in                          |
| 2008 | Sunny                  | Soon-yi / Sunny                      |
| 2009 | The Sword with No Name | Min Ja-young, Emperatriz Myeongseong |
| 2010 | Midnight FM            | Ko Sun-young                         |
| 2013 | The Flu                | Kim In-hae                           |
| 2016 | Take Off 2             | Ji-won                               |
| 2018 | High Society           | Oh Soo-yeon                          |

## Premios y nominaciones
| Año  | Premio                                            | Categoría                                        | Nominación                  | Resultado |
| ---- | ------------------------------------------------- | ------------------------------------------------ | --------------------------- | --------- |
| 2003 | MBC Drama Awards                                  | mejor actriz nueva                               | Love Letter, Merry Go Round | Ganadora  |
| 2004 | 25th Blue Dragon Film Awards                      | mejor actriz nueva                               | A Family                    | Ganadora  |
| 2004 | 3rd Korean Film Awards                            | mejor actriz nueva                               | A Family                    | Ganadora  |
| 2004 | 7th Director's Cut Awards                         | mejor actriz nueva                               | A Family                    | Ganadora  |
| 2005 | 2nd Max Movie Awards                              | mejor actriz                                     | A Family                    | Ganadora  |
| 2005 | 41st Baeksang Arts Awards.                        | mejor actriz nueva (película)                    | A Family                    | Ganadora  |
| 2005 | 42nd Grand Bell Awards                            | mejor actriz nueva                               | A Family                    | Nominada  |
| 2005 | KBS Drama Awards                                  | mejor pareja con Song Il-gook                    | Emperor of the Sea          | Ganadora  |
| 2005 | KBS Drama Awards                                  | premio alta excelencia                           | Emperor of the Sea          | Ganadora  |
| 2007 | Korea TV Advertising Festival                     | mejor pareja con Jang Dong-gun                   | Maxim CF                    | Ganadora  |
| 2008 | 4th Premiere Rising Star Awards                   | estrella en ascenso                              | Sunny                       | Ganadora  |
| 2008 | 17th Buil Film Awards                             | mejor actriz                                     | Sunny                       | Ganadora  |
| 2008 | 28th Korean Association of Film Critics Awards    | mejor actriz                                     | Sunny                       | Ganadora  |
| 2008 | 28th Arts Council Korea                           | mejor artista del año,cine                       | Sunny                       | Ganadora  |
| 2008 | 31st Golden Cinematography Awards                 | actriz más popular                               | Sunny                       | Ganadora  |
| 2008 | 29th Blue Dragon Film Awards                      | mejor actriz                                     | Sunny                       | Nominada  |
| 2009 | 45th Baeksang Arts Awards                         | mejor actriz (cine)                              | Sunny                       | Nominada  |
| 2009 | 46th Grand Bell Awards                            | mejor actriz                                     | Sunny                       | Ganadora  |
| 2009 | 17th Korean Culture and Entertainment Awards      | mejor actriz (cine)                              | Sunny                       | Ganadora  |
| 2010 | 47th Savings Day                                  | recomendación primer ministro                    | [NA]: {{{1}}}               | Ganadora  |
| 2010 | 31st Blue Dragon Film Awards                      | mejor actriz                                     | Midnight FM                 | Ganadora  |
| 2010 | 6th University Film Festival of Korea             | mejor actriz                                     | Midnight FM                 | Ganadora  |
| 2011 | 47th Baeksang Arts Awards                         | mejor actriz (cine)                              | Midnight FM                 | Nominada  |
| 2011 | 15th Puchon International Fantastic Film Festival | premio de actores                                | [NA]: {{{1}}}               | Ganadora  |
| 2011 | 27th Korea Best Dresser Swan Awards               | mejor vestida, categoría actriz de cine          | [NA]: {{{1}}}               | Ganadora  |
| 2011 | SBS Drama Awards                                  | Top 10 Stars                                     | A Thousand Days' Promise    | Ganadora  |
| 2011 | SBS Drama Awards                                  | premio excelencia, Actriz de Drama               | Athena: Goddess of War      | Nominada  |
| 2011 | SBS Drama Awards                                  | premio alta excelencia, Actriz de Drama          | A Thousand Days' Promise    | Ganadora  |
| 2012 | 48th Baeksang Arts Awards                         | mejor actriz (TV)                                | A Thousand Days' Promise    | Nominada  |
| 2012 | 5th Korea Drama Awards                            | premio alta excelencia, Actriz                   | A Thousand Days' Promise    | Nominada  |
| 2013 | 7th Mnet 20's Choice Awards                       | 20's Drama Star - Femenina                       | Queen of Ambition           | Nominada  |
| 2013 | 8th Seoul International Drama Awards              | Korean Drama Actriz                              | Queen of Ambition           | Nominada  |
| 2013 | 6th Korea Drama Awards                            | premio excelencia, Actriz                        | Queen of Ambition           | Nominada  |
| 2013 | 2nd APAN Star Awards                              | premio alta excelencia, Actriz                   | Queen of Ambition           | Nominada  |
| 2013 | SBS Drama Awards                                  | premio alta excelencia, Actriz de Drama especial | Queen of Ambition           | Nominada  |
| 2015 | 4th APAN Star Awards                              | premio alta excelencia, Actriz Miniseries        | Mask                        | Nominada  |
| 2015 | Grimae Awards                                     | mejor actriz                                     | Mask                        | Ganadora  |
| 2015 | SBS Drama Awards                                  | premio del público                               | Mask                        | Nominada  |
| 2015 | SBS Drama Awards                                  | mejor pareja con Ju Ji-hoon                      | Mask                        | Nominada  |
| 2016 | KBS Drama Awards                                  | premio excelencia, Actriz Miniseries             | Sweet Stranger and Me       | Nominada  |